# Небилець
Небилець (пол. Niebylec) — село в Польщі, у гміні Небилець Стрижівського повіту Підкарпатського воєводства. Адміністративний центр своєї гміни.
Населення — 586 осіб (2011).

## Розташування
Село розміщене на лівому березі річки Гвоздянка — правої притоки річки Віслок. Через село пролягає загальнодержавна дорога № 19.

## Етнографія
Лінгвісти зараховували жителів даної місцевості до замішанців — проміжної групи між лемками і надсянцями.

## Історія
У 1460 р. власниками села були брати Маховські гербу Абданк.
У 1509-1919 рр. Небилець мав статус містечка — щотижня проводився торг на базарі та 2 рази (з 1801 р. — 4 рази) на рік — ярмарки худоби і шкір.
Українці-грекокатолики поступово зазнавали процесів латинізації та подальшої полонізації. Вони належали до парафії Близенька Дуклянського, а з 1843 року — Короснянського деканату. Метричні книги велися з 1776 року.
Після Другої світової війни село опинилось на теренах ПНР.
У 1975-1998 роках село належало до Ряшівського воєводства.

## Демографія
Демографічна структура станом на 31 березня 2011 року:
|          | Загалом | Допрацездатний вік | Працездатний вік | Постпрацездатний вік |
| -------- | ------- | ------------------ | ---------------- | -------------------- |
| Чоловіки | 268     | 56                 | 175              | 37                   |
| Жінки    | 318     | 60                 | 181              | 77                   |
| Разом    | 586     | 116                | 356              | 114                  |

## Пам’ятки
- Дерев’яно-мурований панський двір з XV ст., розбудований у XVII і XIX ст.
- Синагога з II половини XIX ст. з добре збереженою поліхромією (тепер приміщення бібліотеки).
- Рештки єврейського цвинтаря (вціліли тільки 2 мацеви).
- Капличка часів межі XVIII-XIX ст.
- Костьол 1936-1943 рр.
- Дерев’яні будинки при ринку.